# Myriophyllum verticillatum
Espèce
Classification APG III (2009)
Statut de conservation UICN

 LC  : Préoccupation mineure
Myriophyllum verticillatum, le myriophylle verticillé, est une espèce de plantes à fleurs dicotylédone de la famille des Haloragaceae. C'est une plante herbacée aquatique dont l'aire de répartition s'étend sur presque toute l'Europe, l'Asie occidentale et boréale ; le Japon ; l'Afrique septentrionale ; l'Amérique septentrionale et méridionale.  Cette espèce, indigène en France métropolitaine, peut facilement être confondue avec d'autres espèces de myriophylles invasives comme le myriophylle du Brésil.

## Statut
Liste rouge européenne de l'UICN (2012) : LC.
Protection régionale dans les régions Basse Normandie et Nord-Pas-de-Calais.

## Écologie
Myriophyllum verticillatum est une hydrophyte. Cette espèce se retrouve dans les habitats humides tel que les fossés, mares ou étangs.
C'est une espèce dont la trophie est de mésotrophe à eutrophe, Elle préfère un substrat basique.

## Risque de confusion
Myriophyle en épis.
Avec le genre  cératophylle, la confusion peut être levée en examinant les feuilles. Ces dernières ont des segments dichotomes, alors que chez Myriophyllum elles sont pennées et possèdent des segments filiformes.